# Економічний факультет Університету Марії Кюрі-Склодовської
Економічний факультет Університету Марії Кюрі-Склодовської — один із тринадцяти факультетів Університету Марії Кюрі-Склодовської .
На факультеті працює 134 науково-педагогічних працівники, з них: 21 професор (8 мають науковий ступінь), 70 докторів наук, 43 магістри. Факультет здійснює підготовку за 4 спеціальностями денної та заочної форми навчання першого рівня, за 3 спеціальностями другого рівня, а також на докторських (третього рівня) студіях в галузі економіки. Факультет має право присвоювати наукові ступені доктора та доктора габілітованого з економічних наук.

## Історія
Заснований 15 лютого 1965 року як вже п'ятий факультет в організаційній структурі UMCS.
Протопластом факультету був відкритий у листопаді 1960 року консультаційний пункт заочного навчання з економіки Краковського Економічного Університета в Кракові. У 1963 році ректор Гжегож Леопольд Сейдлер представив концепцію створення Економічного факультету на базі існуючого консультаційного пункту. Було створено комісію для розробки організаційного проєкту факультету. Першим організатором Економічного факультету був Генрик Ренігер, завідувач кафедри фінансового права юридичного факультету, а після його відставки — професор Фелікс Сємєньський. Зрештою, організатором і першим деканом став Здзіслав Левандовський з факультету математики.
У 1965 році навчання за спеціальностями «економіка сільського господарства» та «економіка промисловості» розпочали 157 студентів. У 1969 році факультет отримав право присвоювати ступінь доктора економічних наук (перший доктор — Чеслав Грусьєвич), а в 1970 році — право на габілітацію (перший доктор габілітований — Збіґнев Шелох (1975)). У 1977 році були створені спеціальності «соціально-економічна» та «організація і управління», а в 1991 році — «Економіка» та «Управління і маркетинг». У 1996 році були запущені докторські студії з економічних наук. У 2015 році отримано друге право на присвоєння ступеня доктора — з наук про управління. У 2007 році було відкрито спеціальність «Бухгалтерський облік і фінанси», у 2013 — «Логістика», а в 2016 — «Економічна аналітика».
Від початку існування факультету проблемою були умови розміщення. Факультет отримав приміщення, розташовані в шести різних частинах міста. До нинішньої будівлі факультет переїхав у 1978 році.

## Спеціальності
Спеціальності які є на Економічному Факультеті Університету Марії Кюрі-Склодовської:   

###### Очна форма навчання
Ступінь I (бакалаврат):
- Економічна аналітика
- Економіка
- Фінанси і бухгалтерський облік
- Логістика
- Міжнародні економічні відносини (MSG — Міжнародні економічні справи)
- Менеджмент

Ступінь II (магістратура):
- Економічна аналітика
- Економіка
- Фінанси і бухгалтерський облік
- Логістика
- Міжнародні економічні відносини (MSG)

- Менеджмент

###### Заочна форма навчання:
Ступінь I (бакалаврат):
- Фінанси і бухгалтерський облік

Ступінь II (магістратура):
- Економіка
- Фінанси і бухгалтерський облік
- Логістика
- Менеджмент

###### Очна форма навчання англійською мовою (платна)
Ступінь I (бакалаврат):
- Бізнес-аналітика та наука про дані (Business Analytics and Data Science)

Ступінь II (магістратура):
- Бізнес-аналітика та наука про дані (Business Analytics and Data Science)

## Органи влади факультету
У термін 2024–2028 років  :
| Позиція                                 | Ім'я та прізвище  |
| --------------------------------------- | ----------------- |
| Декан                                   | Марцін Ліповський |
| Заступник декана з питань Якості освіти | Івона Мендрик     |
| Заступник декана з питань Студентів     | Маріуш Лісовський |

## Організаційна структура

### Інститут економіки та фінансів
Директор:. Йоланта Шольно-Когуц 
- Кафедра банківської справи та фінансових ринків
- Кафедра публічних фінансів
- Кафедра фінансів підприємств і бухгалтерського обліку
- Кафедра світового господарства та європейської інтеграції
- Кафедра мікроекономіки та прикладної економіки
- Кафедра економічної та регіональної політики
- Кафедра статистики та економетрики
- Кафедра страхування та інвестицій

### Інститут менеджменту та наук про якість
Директор: Радослав Мачік 
- Кафедра інтелектуального капіталу та якості
- Кафедра маркетингу
- Кафедра методів управлінських досліджень
- Кафедра інформаційних систем і логістики
- Кафедра управління

## Студентські організації, що діють на Економічному факультету Університету Марії Кюрі-Склодовської
У 2024/2025 навчальному році будуть діяти такі організації  :
- Факультетська рада Студентського самоврядування Економічного факультету UMCS
- Наукове коло Австрійської школи економіки
- Наукове коло економістів
- Науковий клуб менеджменту та маркетингу
- Студентський науковий клуб фінансистів
- Студентський науковий клуб "Логістик"